# Basellandschaftliche Kantonalbank
Basellandschaftliche Kantonalbank es un banco cantonal suizo que es parte de los 24 bancos cantonales que sirven a los 26 cantones de Suiza. Fundado en 1864, Basellandschaftliche Kantonalbank en 2014 tenía 23 sucursales a lo largo de Suiza con 636 empleados; los activos totales del banco eran de 21.759,16 mln CHF. Su sede principal se halla en       
Liestal (Basilea-Campiña). Basellandschaftliche Kantonalbank tiene todos sus préstamos garantizados por el estado.